# Dieulouard
Dieulouard é uma comuna francesa na região administrativa do Grande Leste, no departamento de Meurthe-et-Moselle. Estende-se por uma área de 17.69 km², e possui 4.760 habitantes, segundo o censo de 2018, com uma densidade de 270 hab/km².